# Рижский политехнический институт (Российская империя)
Рижский политехнический институт (1896—1915) — высшее техническое учебное заведение Российской империи, действовавшее в Риге.

## История
Рижский политехнический институт был учреждён указом императора Николая II в 1896 году путём преобразования Рижского политехнического училища, существовавшего с 1862 года, в высшее учебное заведение. Языком обучения в институте был объявлен русский, что явилось причиной его оставления частью преподавателей из стран Европы. Несмотря на это институт оставался престижным, его выпускники получали особый статус и не подлежали призыву в армию. Выпускники института были приравнены в правах к выпускникам Петербургского института гражданских инженеров.
Рижское Биржевое общество выделяло институту ежегодную субсидию в размере 10 тысяч рублей, которая в годы революции 1905 года была сокращена до 2 тысяч рублей.

## Структура

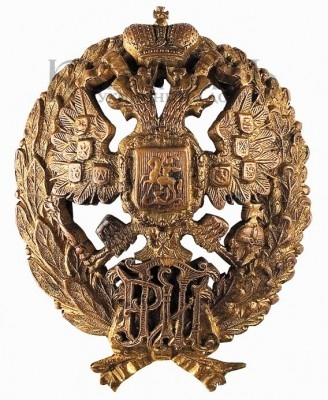
Знак об окончании Рижского политехнического института

В состав института входили следующие факультеты (отделения):
- инженерно-строительное отделение[3]
- химико-техническое отделение[4]
- механическое отделение[5]
- архитектурное отделение[6]
- сельскохозяйственный факультет
- коммерческое отделение.

В институте действовали (со времён политехнического училища):
- библиотека с читальным залом
- Аналитическая научная лаборатория
- Химическая экспериментальная станция
- Опытная сельскохозяйственная станция Петерниеки
- Механическая мастерская
- Электротехническая лаборатория
- Химико-технологическая лаборатория

## Руководство и персонал
В институте преподавали известные учёные: Сванте  Аррениус, Якоб Вант-Гофф, Анри Ле Шателье, Д. И. Менделеев, Н. А. Меншуткин , Август Тёплер, Карл Бишоф, Пирс Боль, Пауль Вальден, Арнольд Енш и многие другие.

### Директора
- 1891—1902 Грёнберг, Теодор
- 1902—1905 Пауль Вальден
- 1906—1916 Книрим, Вольдемар

### Почётные члены
- Оствальд, Вильгельм Фридрих (1903)
- Аррениус, Сванте Август (1912)

## После 1915 года
В Первую Мировую войну Политехнический институт был эвакуирован из Риги (1915) сначала в Тарту, а потом в Москву. В Москву было перевезено оборудование химической, физической и других лабораторий, туда же переехали многие профессора, преподаватели и студенты института. В Москву была перевезена почти вся библиотека политехнического института, насчитывающая около 120 тыс. томов и по своей научной ценности превосходившая многие книгохранилища страны. Институт разместился в пяти московских учебных заведениях и продолжал функционировать.
Институт стал родоначальником Иваново-Вознесенского политехнического института.
На базе «остатков» Рижского политехнического института был создан технический факультет Латвийского государственного университета (1919).